# Scirtetes robustus
Scirtetes robustus là một loài tò vò trong họ Ichneumonidae.